# Markos Vafiadis

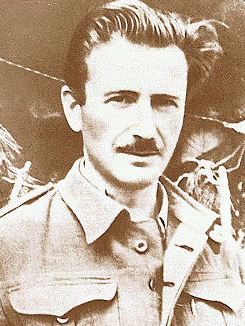
Markos Viafiadis en 1931.

Markos Vafhiadis (en griego: Μάρκος Βαφειάδης) (Erzurum, 1906- Atenas, 23 de febrero de 1992) fue un político y militar griego. Miembro de las Juventudes Comunistas (1929), fue encarcelado, en numerosas ocasiones, durante la dictadura de Metaxas. En 1941 se evadió de la isla de Creta, se integró en la resistencia griega y contribuyó a la organización del ejército guerrillero de resistencia (ELLAS). Desde 1947 fue primer ministro del gobierno rebelde de Grecia libre (Gobierno Democrático Provisional), pero en 1949 perdió el apoyo soviético, y su partido le hizo abandonar sus actividades.

## Biografía
Sus ascendientes y  familia provenía de la isla de Quíos. Tras el intercambio de población entre Grecia y Turquía de 1922, Vafiadis debió ir de Erzurum a Tesalónica y Kavala, como refugiado. Encontró trabajo como obrero tabacalero. A partir de 1924 fue miembro de la Unión de Jóvenes Comunista de Grecia (OKNE). En 1932, fue encarcelado y enviado al exilio interno por su acción política. Después de su liberación en octubre de 1933, trabajó como educador comunista en muchas zonas de Grecia.
Al comienzo de la dictadura Ioannis Metaxás, en 1936, desterrado de nuevo a la isla de Agios Efstratios, pero logró escapar en menos de un mes. Posteriormente trabajó en la organización clandestina del Partido Comunista de Grecia en Creta y fue uno de los líderes del levantamiento de La Canea, contra la dictadura (28 de julio de 1938). Después de la represión del levantamiento, viajó a Atenas, donde fue detenido. Encarcelado en Akronafplia, fue desterrado a la isla de Gavdos.

### Resistencia antinazi
En mayo de 1941, al comienzo de la ocupación nazi de Grecia, a Vafiadis, junto con otros presos comunistas, se le permitió salir de Gavdos. Comenzó lo que se convertiría en el trabajo clandestino contra la ocupación alemana, en un principio en Creta, más tarde en Atenas, Tesalónica y finalmente toda Macedonia. En 1942, fue elegido como integrante del Comité Central del Partido Comunista de Grecia y fue nombrado supervisor del frente de Macedonia del Ejército Popular de Liberación Nacional (ELAS). En mayo de 1944, fue elegido como representante de Tesalónica al Congreso Nacional que tuvo lugar en el pueblo de Koryschades, en Euritania, pero no pudo llegar. En octubre de 1944, después de la retirada del ejército alemán, entró en Tesalónica con sus hombres.

### Guerra civil
En noviembre de 1944, sus fuerzas liberaron Macedonia Central. En febrero de 1946, Markos Vafiadis estuvo en desacuerdo con Nikos Zachariadis, secretario general del Partido Comunista recién liberado del campo de concentración de Dachau, quien, apoyado por Stalin, quería crear un ejército comunista regular y sostener una guerra de posiciones. Vafiadis creía que las fuerzas del gobierno griego eran demasiado fuertes y que la mejor opción para las fuerzas revolucionarias era una guerra de guerrillas. A pesar del desacuerdo, en julio de 1946, Zachariadis lo designó como líder de las formaciones guerrilleras comunistas. En octubre de 1946, cuando se fundó la Comandancia General del Ejército Democrático Griego (DSE), Vafiadis asumió su liderazgo, y en diciembre de 1947 fue nombrado primer ministro y ministro del Gobierno Provisional Democrático Guerra.
Durante las últimas etapas de la guerra civil, las críticas a Zachariadis en cuestiones de doctrina militar y en particular la exigencia de Vafiadis, de priorizar la guerra de guerrillas, para evitar la derrota del DSE, condujo a su destitución del liderazgo (agosto de 1948) y después de todos sus cargos (enero de 1949). Vafiadis, fue señalado como "seguidor de Tito" y en octubre de 1950 fue expulsado del Partido Comunista, mientras estaba en el exilio en la Unión Soviética, después de la derrota del DSE. Permaneció allí durante 33 años, durante los cuales trabajó como obrero relojero en la ciudad de Penza. Se casó con una obrera rusa, Zina, con quien tuvo un hijo, Vladimir.

### Postguerra
Tras el final de la era de Stalin, Markos Vafiadis fue readmitido en el Partido Comunista y elegido como miembro del Buró Político del Comité Central del partido. Sin embargo, nuevos desacuerdos con la dirección del partido lo llevaron a su separación del cargo en enero de 1958 y a su segunda expulsión en junio de 1964. Después de que el partido se dividió en 1968, hizo parte de la fracción del "interior" (eurocomunista). En marzo de 1983, poniendo fin a sus 23 años largo exilio en la Unión Soviética, regresó a Grecia, a la isla de Quíos, donde más tarde publicó sus Memorias. En abril de 1990, fue elegido honoríficamente en el Parlamento griego por la lista nacional del Movimiento Socialista Panhelénico (PASOK).
En su última entrevista, a Argyris Dinopoulou, después de la disolución de la Unión Soviética y poco antes de su muerte, Vafeiadis respondió que el comunismo no es una quimera y dijo que a pesar de su cooperación con el PASOK, continuaba definiéndose como un comunista.